# Formaldeide deidrogenasi dipendente da micotiolo
La micotiolo-dependent formaldeide deidrogenasi è un enzima appartenente alla classe delle ossidoreduttasi, che catalizza la seguente reazione:
formaldeide + micotiolo + NAD+ ⇄ S-formilmicotiolo + NADH + 2 H+
La S-formilmicotiolo formata idrolizza a micotiolo e formato.